# تشارلز روزنتال
تشارلز روزنتال (بالإنجليزية: Charles Rosenthal)‏ هو مهندس معماري أسترالي، ولد في 12 فبراير 1875 في Berrima, New South Wales ‏ في أستراليا، وتوفي في 11 مايو 1954 في Green Point, Central Coast ‏ في أستراليا.